# Bibići
Bibići (en italien : Bibici) est une localité de Croatie située en Istrie, dans la municipalité de Svetvinčenat, dans le comitat d'Istrie. En 2001, la localité comptait 144 habitants.

## Démographie
| 1948 | 1953 | 1961 | 1971 | 1981 | 1991 | 2001 |
| ---- | ---- | ---- | ---- | ---- | ---- | ---- |
| 196  | 187  | 179  | 141  | 144  | 144  | 144  |